# Völkischer Beobachter
Il Völkischer Beobachter («Osservatore popolare», spesso abbreviato in VB) fu il giornale tedesco, organo ufficiale del Partito nazista fin dal 1920. Inizialmente la pubblicazione fu settimanale, ma a partire dall'8 febbraio 1923 divenne giornaliera.

## Storia

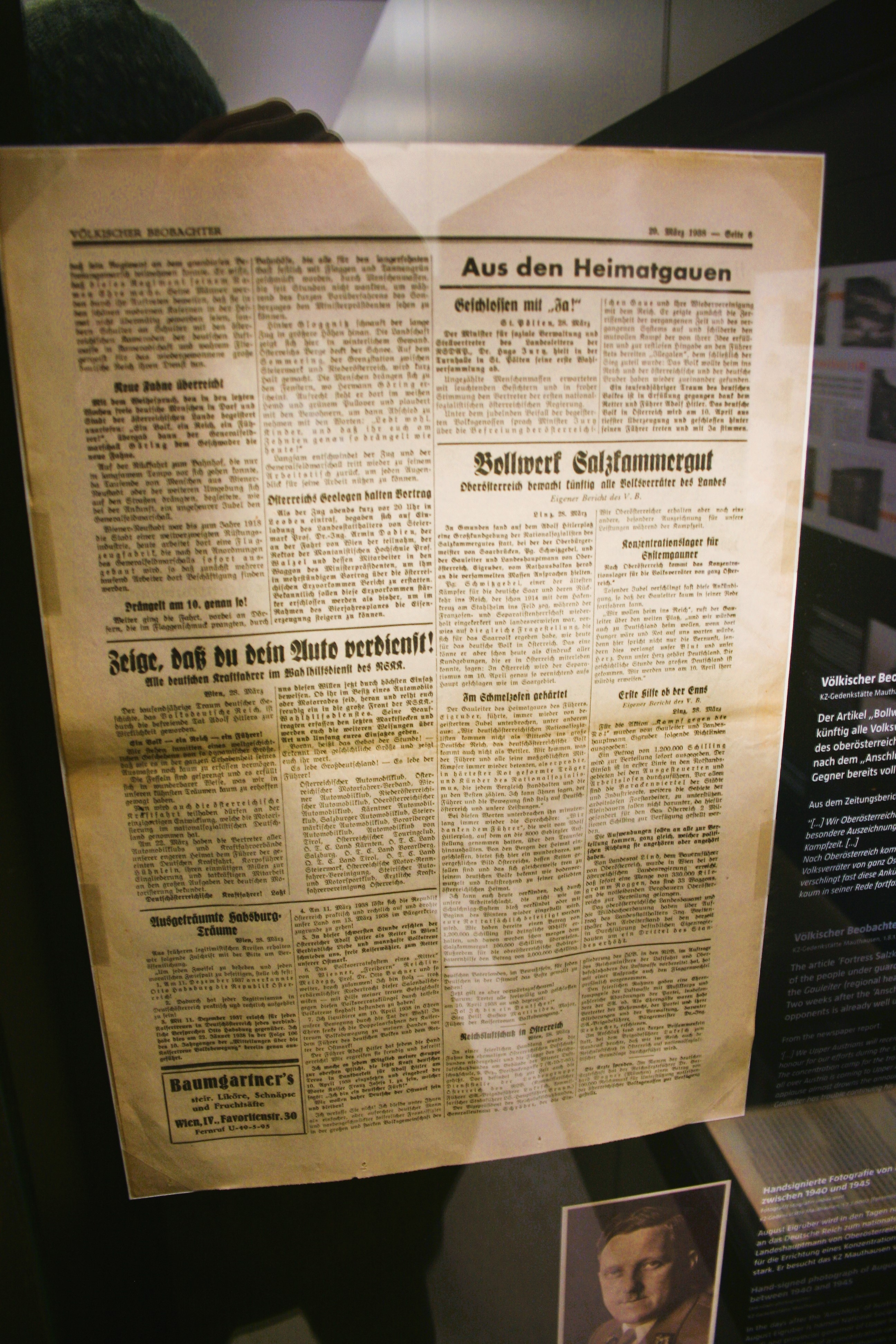
Una pagina del Völkischer Beobachter

Il "giornale combattente del movimento Nazionalsocialista della Grande Germania" (tedesco: Kampfblatt der nationalsozialistischen Bewegung Großdeutschlands) trae le sue origini dal Münchner Beobachter ("Osservatore di Monaco"), che nel 1918 era stato acquistato dalla Società Thule, e nell'agosto 1919 assunse la denominazione di Völkischer Beobachter. Il Partito nazista lo acquistò il 17 dicembre 1920 su iniziativa di Dietrich Eckart, che ne divenne il primo editore.
La somma necessaria per l'acquisto del bisettimanale, all'epoca già fallito, fu 60.000 marchi. La loro provenienza pare andasse ricercata nei fondi segreti della Reichswehr, cui avrebbe attinto il maggiore generale Ritter von Epp, anch'egli membro del Partito nazista e diretto superiore di Röhm, su insistenza di quest'ultimo. La tiratura iniziale fu di 8.000 copie, incrementata a 25.000 nell'autunno del 1923 con un ulteriore incremento a seguito dell'occupazione della Ruhr. Nello stesso anno Alfred Rosenberg divenne l'editore del giornale.
Con la messa al bando del NSDAP dopo il fallito Putsch di Monaco, il 9 novembre 1923, anche il Völkischer Beobachter cessò le pubblicazioni, che vennero riprese solo il 26 febbraio 1925 con la rifondazione del partito. La sua diffusione capillare contribuì al successo del movimento nazista, con 120.000 copie giornaliere nel 1931 e 1.700.000 nel 1944. Pochi giorni prima della resa tedesca nella seconda guerra mondiale, il Völkischer Beobachter cessò la pubblicazione. L'ultimo numero fu pubblicato il 30 aprile 1945, ma non fu distribuito.

## Direttori
- 25 dicembre 1920: Hansjörg Maurer
- 25 dicembre 1920 - 15 maggio 1921: Hugo Machhaus
- 15 maggio 1921 - 12 agosto 1921: Hermann Esser
- 12 agosto 1921 - marzo 1923: Dietrich Eckart
- marzo 1923 - 1938: Alfred Rosenberg
- 1938 - aprile 1945: Wilhelm Weiß